# Stanton (Tennessee)
Stanton – miasto w Stanach Zjednoczonych, w stanie Tennessee, w hrabstwie Haywood.